# Delius Glacier
Delius Glacier är en glaciär i Antarktis. Den ligger i Västantarktis. Argentina, Chile och Storbritannien gör anspråk på området. Delius Glacier ligger 835 meter över havet.
Terrängen runt Delius Glacier är varierad. Trakten är obefolkad. Det finns inga samhällen i närheten.